# Aphelaria dendroides
Aphelaria dendroides är en svampart som först beskrevs av Franz Wilhelm Junghuhn, och fick sitt nu gällande namn av Corner 1950. Aphelaria dendroides ingår i släktet Aphelaria och familjen Aphelariaceae.   Inga underarter finns listade i Catalogue of Life.